# Apterocis
Apterocis is een geslacht van kevers van de familie houtzwamkevers (Ciidae).

## Soorten
- A. ephistemoides (Sharp in Blackburn & Sharp, 1885)
- A. hawaiiensis Perkins, 1900
- A. hystrix Perkins, 1900
- A. impunctatus Perkins, 1900
- A. laiaiensis Perkins, 1900
- A. minor Perkins, 1900
- A. montanus Perkins, 1900
- A. ornatipennis Perkins, 1900
- A. rufonotatus Perkins, 1900
- A. strigosus Perkins, 1900
- A. subaeneus Perkins, 1900
- A. vagepunctatus (Blackburn in Blackburn & Sharp, 1885)
- A. variabilis Perkins, 1900
- A. variegatus Perkins, 1900